# Cardiola
Cardiola és un gènere extint de mol·luscs bivalves que varen viure del Silurià fins al Devonià Mitjà a Àfrica, Europa i l'Amèrica del Nord.